# Teucholabis (Teucholabis) varipes
Teucholabis (Teucholabis) varipes is een tweevleugelige uit de familie steltmuggen (Limoniidae). De soort komt voor in het Neotropisch gebied.